# David Lynch

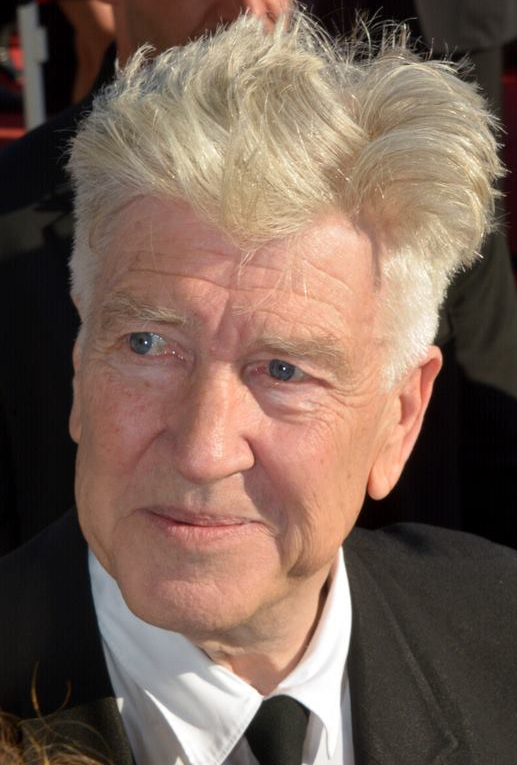
David Lynch (2017)

David Keith Lynch (* 20. Januar 1946 in Missoula, Montana; † 16. Januar 2025 in Los Angeles, Kalifornien) war ein US-amerikanischer Künstler, der vor allem als Filmregisseur, Filmproduzent und Drehbuchautor arbeitete. Daneben wirkte er auch als Schauspieler, Maler, Fotograf, Lithograf, Bildhauer, Möbeldesigner und Komponist.
Er wurde vor allem durch Filme bekannt, die sich den Genres surrealistischer Film, Thriller, Horrorfilm und Film noir zuordnen lassen. Lynchs surrealistische Bilder und das bedrohliche, minutiöse Sounddesign sind die bestimmenden stilistischen Elemente. Albträume, fremde Welten, Metamorphosen, Voyeurismus und das Unbewusste sind wiederkehrende Themen in filmischen Werken wie Eraserhead (1977), Blue Velvet (1986), Lost Highway (1997), Mulholland Drive (2001) oder auch der Fernsehserie Twin Peaks (1990–1991, 2017).
Lynch erhielt 1990 die Goldene Palme von Cannes für Wild at Heart – Die Geschichte von Sailor und Lula und 2006 einen Goldenen Löwen für sein Lebenswerk auf den internationalen Filmfestspielen von Venedig. Des Weiteren wurde er viermal für den Oscar nominiert. Er war Ritter und Offizier der französischen Ehrenlegion. 2019 wurde ihm der Ehrenoscar verliehen. Er wird als einer der wichtigsten Filmschaffenden der Gegenwart betrachtet. Sein Film Mulholland Drive wurde in einer internationalen Kritikerumfrage 2016 zum bis dahin besten Film des 21. Jahrhunderts gewählt.

## Leben

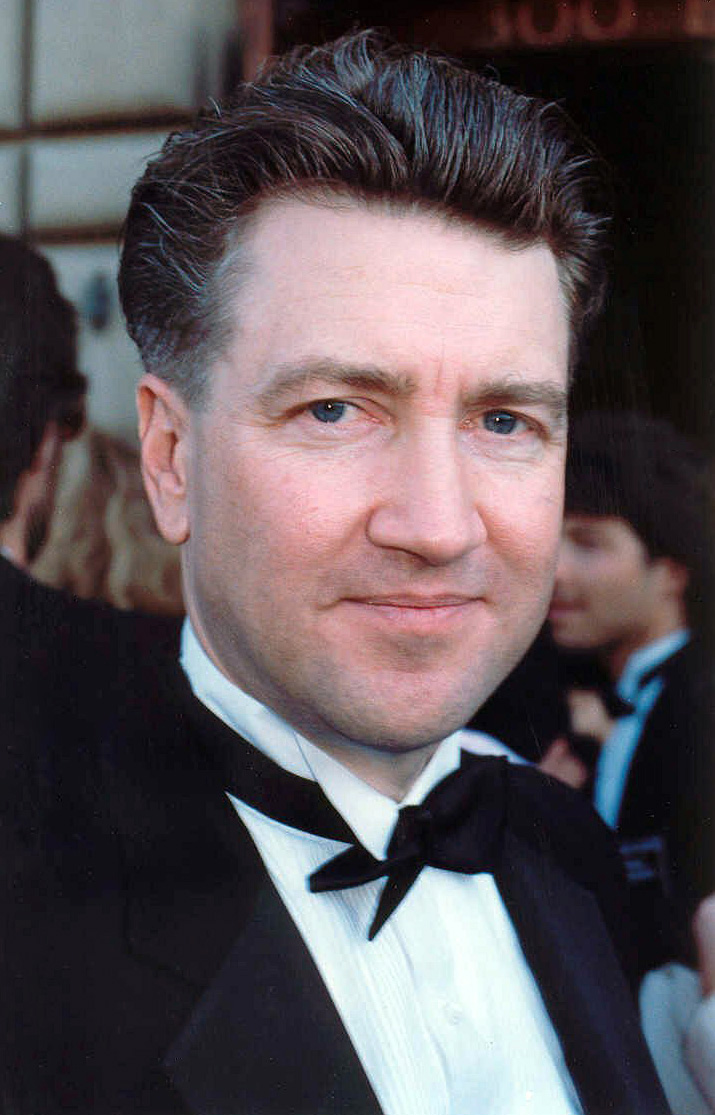
David Lynch (1990)

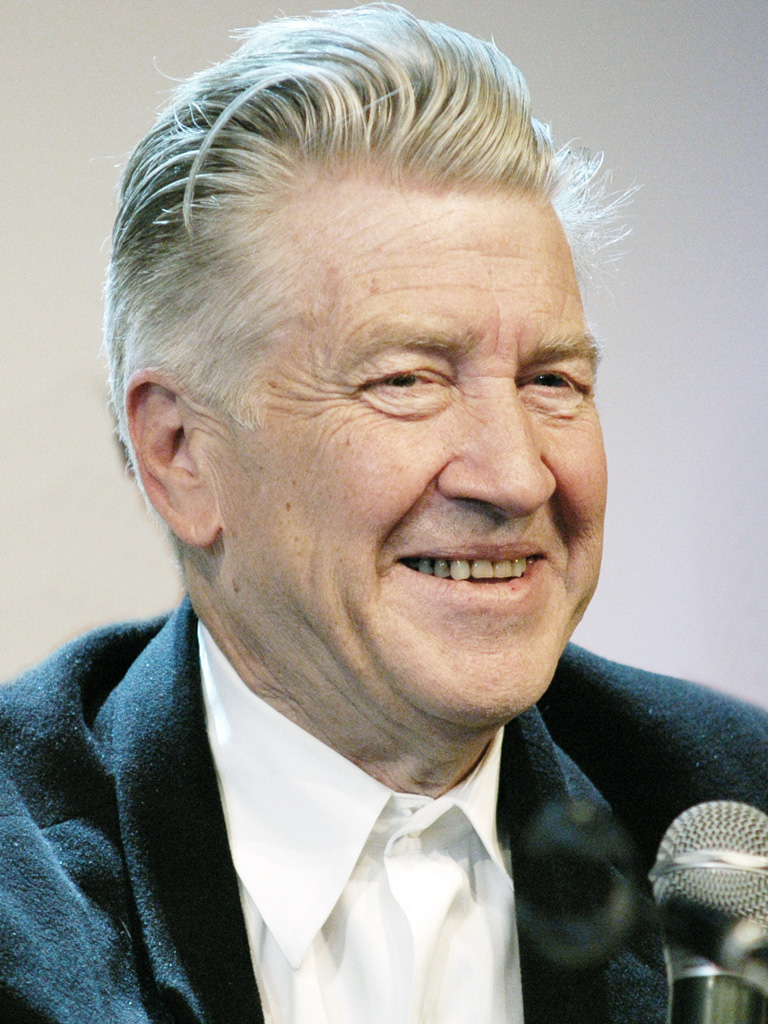
David Lynch (2009)

Seine Eltern Donald Walton Lynch (1915–2007) und Edwina Sundholm (1919–2004) hatten sich während ihrer Studienzeit an der Duke University in North Carolina kennengelernt. Der Vater war auf einer Farm im Nordwesten der USA aufgewachsen und arbeitete als Agrarwissenschaftler für das Landwirtschaftsministerium der Vereinigten Staaten. Die Mutter stammte aus Brooklyn und gab Sprachunterricht. Später war sie Hausfrau und kümmerte sich um die Kinder.
David Keith Lynch wurde 1946 in Missoula in Montana geboren. Zwei Monate nach seiner Geburt zog die Familie nach Sandpoint in Idaho. Lynchs Vater war durch seine Arbeit gezwungen, häufig den Wohnsitz zu wechseln, weshalb die Familie ein Wanderleben führte. In dem neuen Zuhause wurde Davids Bruder John geboren. Es folgte ein Umzug nach Spokane, Washington, wo seine Schwester Martha zur Welt kam, und anschließend einer nach Durham, North Carolina. In Boise, Idaho siedelte sich die Familie schließlich für eine längere Zeit an. David, der presbyterianisch erzogen wurde, besuchte dort von der 3. bis zur 8. Klasse die Schule. Zu dieser Zeit sah er auch den ersten Film, an den er sich erinnern konnte: Wait till the Sun Shines, Nellie (1952) von Henry King.
Rückblickend betrachtet sagte Lynch, er habe eine glückliche Kindheit gehabt und sei wohlbehütet und in einer friedlichen Umgebung aufgewachsen: „Meine Kindheit bestand aus eleganten Einfamilienhäusern, Alleen, dem Milchmann, Burgenbauen im Garten, Flugzeuggebrumm, blauem Himmel, Gartenzäunen, grünem Gras und Kirschbäumen.“ Durch seinen Vater kam er bereits sehr früh mit der Natur in Kontakt. „Mein Vater machte häufig Experimente zu Baumkrankheiten und Insekten. Ihm standen riesige Wälder als Versuchsareal zur Verfügung. Dadurch kam ich mit Insekten, Krankheiten und Wachstum in einer organischen Welt in Berührung, einem Wald etwa oder einem Garten“, so Lynch, der parallel auch Mäuse und Frösche sezierte. Die Berührung mit dieser organischen Welt prägte den jungen David tief, was sich in seinen späteren Arbeiten widerspiegelt.
1960 ließen sich die Eltern endgültig in Alexandria in Virginia nieder. Der 14-jährige Lynch wurde als Schüler der Francis C. Hammond High School Pfadfinder (Eagle Scout) und entwickelte nebenher bleibende Begeisterung für die Malerei. Trotz seines bayerischen Onkels, der als Maler in München tätig war, sah er darin jedoch keine aussichtsreiche Zukunft. Der Vater seines Schulfreunds Toby Bushnell Keeler brachte ihn schließlich auf andere Gedanken: Der professionelle Maler bot Lynch und dessen Freund Jack Fisk einen Raum in seinem Studio in Georgetown zur Untermiete an. Die beiden nahmen an und konnten ihrer Kreativität somit freien Lauf lassen. Während dieser Zeit pendelte Lynch am Wochenende nach Washington D.C., wo er Kurse an der Corcoran School of Art besuchte. Es sollte schließlich ein Buch sein, das Lynch den Traum vom Künstlerdasein leben ließ: The Art Spirit von Robert Henri. Bushnell Keeler hatte ihn darauf aufmerksam gemacht. Lynch: „[…] es wurde sozusagen zu meiner Bibel, es enthielt die Regeln fürs Künstlerleben“.
Nach dem Examen an der High School 1964 beschloss er, an der privaten Kunsthochschule School of the Museum of Fine Arts in Boston zu studieren. Wegen mangelnder Inspiration und „unseriöser“ Kommilitonen brach er bereits nach einem Jahr ab. Zusammen mit seinem Freund Jack Fisk reiste Lynch daraufhin nach Europa, um in Salzburg Student der Sommerakademie von Oskar Kokoschka zu werden. Da beiden die Stadt zu „sauber“ war, machten sie sich alsbald jedoch auf den Weg nach Paris. Von da aus ging es anschließend per Orientexpress nach Athen. Aber auch diese Stadt gefiel ihnen nicht. „Ich dachte darüber nach, dass ich 7000 Meilen vom nächsten McDonald’s entfernt war – und ich vermisste es, ich vermisste Amerika. Mir wurde klar, dass ich Amerikaner war und in Amerika leben wollte“, erinnert sich Lynch.
Zurück in den USA gab es von Seiten der Eltern keine finanzielle Unterstützung mehr, weshalb Lynch gezwungen war, sich mit diversen Nebenjobs über Wasser zu halten. Er arbeitete zunächst im Architekturbüro des Onkels seines Freundes Toby, später in einem Rahmengeschäft, über dem er auch wohnen konnte. Schließlich wurde er zum Hausmeister des Geschäfts ernannt. Nach mehreren Monaten fasste er den Entschluss, weiter zu studieren: Er bewarb sich an der Pennsylvania Academy of Fine Arts in Philadelphia, an der auch sein Freund Jack Fisk eingeschrieben war.
Nach der erfolgreichen Aufnahmeprüfung zogen Lynch und Fisk Ende 1965 nach Philadelphia in eine Wohnung in einem dortigen Industriegebiet. An der Akademie studierte Lynch zwei Jahre lang, blieb darüber hinaus aber bis 1970 in der Stadt. 1967 heiratete er Margeret Reavey, genannt Peggy. Sie brachte 1968 ihre gemeinsame Tochter Jennifer Lynch zur Welt. Aus Platzmangel zog die Familie in ein Haus, das Lynch für 3.500 US-Dollar erworben hatte, das jedoch äußerst heruntergekommen war und in einer sehr armen Wohngegend lag. Es wurde mehrmals eingebrochen und die Familie erlebte sogar einen Mord auf offener Straße, direkt vor der Tür. „Um uns herum gab es Gewalt und Haß und Dreck“, so Lynch. Lynch wurde mit der Zeit bewusst, dass der Malerei zwei wichtige Elemente fehlten, nach denen er sich insgeheim sehnte: Bewegung und Ton. Zusammen mit seiner Familie und seinen Freunden Alan Splet und Jack Fisk zog er 1970 nach Los Angeles um, wo seine künstlerische Karriere Fahrt aufnahm. Seitdem lebte und arbeitete Lynch dort.
Im Juli 2005 gründete Lynch die Stiftung David Lynch Foundation for Consciousness Based Education and World Peace (DLF), die sich um die Einrichtung von Meditationsprogrammen in Schulen kümmert, Stipendien zum Erlernen der Transzendentalen Meditation vergibt und ein auf Bewusstseinsbildung gegründetes Bildungs- und Erziehungswesens fördert. Bereits 1992 hatte er die Produktionsfirma Asymmetrical Productions gegründet. Sie hat ihren Sitz in Los Angeles, das Logo stammt von Lynch selbst.

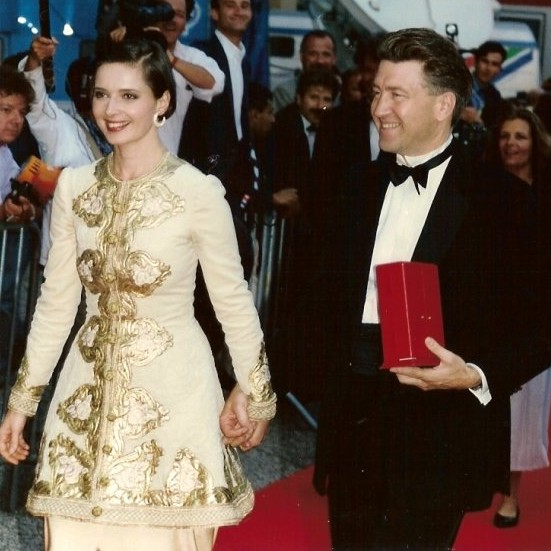
Isabella Rossellini und David Lynch, 1990

Lynch trennte sich 1974 von seiner ersten Frau Peggy. Drei Jahre später heiratete er Mary Fisk, die Schwester seines Freundes Jack, und bekam mit ihr einen Sohn. 1987 wurde die Ehe geschieden. 1986 bis 1990 war Lynch mit der Schauspielerin Isabella Rossellini liiert. 2006 nahm er seine langjährige Filmeditorin und Produzentin Mary Sweeney zur Frau, reichte aber bereits einen Monat später die Scheidung ein. Aus dieser bereits 1991 begonnenen Beziehung stammt sein zweiter Sohn. 2009 heiratete er die Schauspielerin Emily Stofle. 2012 kam Lynchs zweite Tochter zur Welt.
2020 diagnostizierten Ärzte bei Lynch, der jahrzehntelang starker Raucher war und diese Sucht nach der Diagnose aufgab, ein Lungenemphysem. 2024 erklärte er, dass er aufgrund der mit dieser Erkrankung verbundenen Atemnot bei körperlicher Anstrengung sein Haus nicht mehr ohne Sauerstoffmaske verlassen könne. Er starb im Januar 2025, wenige Tage, nachdem er sein Haus wegen der Waldbrände in Südkalifornien hatte verlassen müssen, vier Tage vor seinem 79. Geburtstag. Laut der Gesundheitsbehörde des Los Angeles County war die Todesursache ein Herzstillstand mit einer chronisch obstruktiven Lungenerkrankung als Grundkrankheit, begleitet durch Dehydratation. Seine Beisetzung fand eine Woche nach seinem Tod auf dem Hollywood Forever Cemetery statt.
Bei der Eröffnungsgala des 78. Filmfestivals von Cannes im Mai 2025 wurde mit einer Szene aus Wild at Heart – Die Geschichte von Sailor und Lula und einem Lied von Mylène Farmer an Lynch erinnert.

## Künstlerische Laufbahn

### Bildende Künste und erste Kurzfilme (1964–1970)
Als Student an der Pennsylvania Academy of Fine Arts entstanden Lynchs erste düstere Zeichnungen und Gemälde. Zuvor hatte er noch bunte, farbenfrohe Bilder produziert. Nun malte er große, breite, dunkle Kunstwerke. Eines der ersten war The Bride. Es zeigte eine abstrakte Figur einer Braut bei einer Selbstabtreibung. Es folgten diverse Action Paintings. Hierfür klatschte Lynch schwarze Farbe auf eine Leinwand und fügte „kantige Formen“ hinzu.
Als er eines seiner Bilder betrachtete – ein schwarzes mit einer Figur in der Mitte –, fehlten ihm Ton und Bewegung: „Und wie ich so die Figur auf dem Bild betrachte, höre ich plötzlich einen Atemzug und sehe eine kleine Bewegung. Da wünschte ich mir, dass sich das Bild wirklich bewegen könnte, nur ein ganz kleines bißchen.“ Das war für Lynch der Anlass, einige Filmexperimente zu starten. Da er nicht viel Ahnung vom Film hatte, kaufte er sich eine 16-mm-Kamera und folgte diversen Instruktionen. Lynch ließ sich von seinem Freund Jack Fisk Gipsabdrücke machen, die er zusammenfügte, so dass daraus eine Projektionsfläche wurde. Darauf projizierte er einen kurzen Animationsfilm, „der zu einer Schlaufe zusammengeklebt wurde und endlos durch den Projektor laufen konnte, wobei er erst zur Decke und dann zurück in den Vorführapparat geführt wurde“. Dazu waren Polizeisirenen zu hören. Lynch nannte sein animiertes Gemälde Six Men Getting Sick (1967) und gewann den ersten Preis der Akademie.
Dem wohlhabenden Kommilitonen H. Barton Wasserman gefiel dieses Kunstwerk so sehr, dass er Lynch mit 1.000 US-Dollar beauftragte, ihm auch so eine Filmskulptur anzufertigen. Lynch kaufte sich eine Bolex-Kamera für 450 Dollar und machte sich zwei Monate lang an die Arbeit. „Den fertigen Film brachte ich ins Labor und holte ihn am nächsten Tag ab. […] Ich sah den ganzen Film durch, er war von vorne bis hinten im Eimer. Die Kamera hatte einen defekten Transportmechanismus, und der Film wurde ohne Führung durchs Bildfenster gezogen, statt Bild für Bild“, erinnert sich Lynch. Wasserman erlaubte daraufhin dem angehenden Künstler, das restliche Geld für einen anderen Film zu verwenden, solange er davon eine Kopie bekomme. Lynch kam die Idee, Animations- und Realfilm zu kombinieren. So entstand der vierminütige Kurzfilm The Alphabet (1968), der teils von den Eltern mitfinanziert wurde. Die Hauptrolle spielte seine damalige Frau Peggy. Den Alptraum eines Mädchens vor dem Alphabet und allgemeiner vor dem Lernen unterlegte Lynch mit dem aufgenommenen Geschrei seiner frisch geborenen Tochter Jennifer. Auf Bushnell Keelers Empfehlung beantragte er anschließend ein Stipendium beim American Film Institute (AFI). Dazu schickte er eine Kopie von The Alphabet und ein fertiges Drehbuch ein. Der bei einer Druckerei arbeitende Lynch erhielt schließlich eine Antwort: Er bekomme das Stipendium, wenn er das Drehbuch auch mit 5.000 statt mit den angesetzten 7.118 Dollar umsetzen könne. Lynch willigte ein.
Das Drehbuch, für das er das Stipendium bekam, war The Grandmother (1970). Er machte sich sogleich an die Arbeit und strich den dritten Stock in seinem Haus komplett schwarz. Während des Drehs merkte Lynch aber, dass das Geld nicht reichen würde. Nach einem Testscreening der bereits gedrehten Szenen für Tony Vellani vom AFI wurden ihm weitere 2.000 Dollar zugesagt. Den Ton gestaltete er erstmals zusammen mit Alan Splet, der bis zu Blue Velvet (1986) sein fester Sounddesigner blieb. Nach der Fertigstellung des vierunddreißig Minuten langen The Grandmother war die Resonanz überaus positiv. Der Film lief auf Festivals in Atlanta und San Francisco und wurde unter anderem auf den Oberhausener Kurzfilmtagen vorgeführt. Außerdem bekam Lynch den Critics’ Choice Movie Award für den besten Film, der mit einem AFI-Stipendium gedreht wurde.

### Filmstudium und erster Spielfilm (1970–1979)
Tony Vellani war von The Grandmother begeistert und motivierte Lynch dafür, sich am neuen Center for Advanced Filmstudies des AFI in Los Angeles zu bewerben. 1970 bewarb sich der junge David Lynch also für einen Studienplatz. Einreichen musste er dafür eine abgeschlossene Arbeit und eine Idee zu einem Drehbuch. The Grandmother war der fertige Film und Gardenback das Drehbuchprojekt, das Lynch nach seiner Annahme zu einem 45-seitigen Skript ausarbeitete. Man bot Alan Splet die Leitung der Tonabteilung an. Dieser nahm an und folgte zusammen mit Jack Fisk Lynch nach Los Angeles.
Lynch gefiel das Studium, vor allem die praktische Seite. Eines der wenigen theoretischen Fächer, die er mochte, war Filmanalyse von František Daniel, dem Lehrer von Miloš Forman. Unter seinen Kommilitonen waren unter anderem Terrence Malick, Tim Hunter und Jeremy Kagan.
Lynch wurde von seinem Mitstudenten Caleb Deschanel auf einen Produzenten von 20th Century-Fox aufmerksam gemacht, der sich für das Filmprojekt Gardenback interessierte. Er war bereit, Lynchs Projekt mit 50.000 US-Dollar unter der Bedingung zu unterstützen, dass das Skript zu 110 Seiten ausgearbeitet werde, damit ein richtiger Spielfilm zustande kommen könne. Lynch, der sich mit dieser Idee überhaupt nicht anfreunden konnte, lehnte nach einigen Bearbeitungsversuchen frustriert ab. Nach und nach verlor er die Begeisterung für seine Horror-Ehebruchgeschichte und erklärte dem AFI, er wolle stattdessen ein Projekt mit dem Titel Eraserhead realisieren. „Unter dem Druck von Gardenback schlich ich mich manchmal davon und machte mir Notizen für Eraserhead. Denn mir kamen Ideen, von denen ich wusste, dass sie für Gardenback nicht funktionieren würden, die ich aber trotzdem ziemlich aufregend fand. […] Und auf einmal fand ich Eraserhead viel interessanter“, so Lynch. Die Verantwortlichen des AFI bewilligten das neue Projekt.
Das Drehbuch zu Eraserhead war 21 Seiten lang. Da man bei der AFI aus Erfahrung pro Drehbuchseite eine Filmminute kalkulierte, ging man davon aus, dass der Film etwa 21 Minuten dauern werde. Einen Langfilm war man nicht bereit zu finanzieren, denn kurz zuvor war ein solches Großprojekt gescheitert. Nun hatte Lynch aber einen äußerst komprimierten Schreibstil und wollte viele Szenen erst beim Dreh entwickeln. Er erwähnte deshalb, dass der Film länger dauern würde. Man einigte sich auf 42 Minuten, Schwarzweiß und 35 mm. Er bekam außerdem 10.000 US-Dollar Budget zur Verfügung gestellt.

Schriftzug des Filmplakats zu Eraserhead (1977).

Anfang 1972 begannen schließlich die Vorbereitungen zum Dreh. Zum Filmteam gehörten der Sounddesigner Alan Splet, Produktionsleiterin Doreen G. Small und Kameramann Herbert Cardwell. Um Musik, Dekor, Szenenbild und Schnitt wollte sich Lynch selbst kümmern.
Er schätzte die Dauer der Dreharbeiten auf rund sechs Wochen, doch auch nach einem Jahr war noch nicht Schluss. Nach neun Monaten Drehzeit musste Kameramann Cardwell aus finanziellen Gründen die Produktion verlassen. Er wurde durch Frederick Elmes ersetzt.
Die Produktionsbedingungen stellten sich als äußerst schwierig heraus. Als das Geld vom AFI aufgebraucht war, wollte man Lynchs Projekt keine weiteren Zuschüsse gewähren. Man stelle die technischen Mittel weiterhin zur Verfügung, wenn sich der Regisseur selbst um die Finanzierung der Dreharbeiten kümmere, hieß es. Lynch geriet in tiefe Verzweiflung und spielte mit der Idee, die restlichen Szenen mit kleinen Puppen als Animation zu realisieren. Der Gedanke wurde aber schnell wieder verworfen. Nach einjähriger Drehpause konnte die Produktion im Mai 1974 fortgesetzt werden, als es Lynch gelang, sich Geld von Freunden und Familie zu borgen. Außerdem arbeitete er jeden Tag um Mitternacht für zwei Stunden als Zeitungsbote und trug für 48 Dollar die Woche das Wall Street Journal aus.
Nachdem man alle Szenen im Kasten hatte, musste noch der Ton kreiert werden. Das AFI setzte Lynch und Splet eine nicht einhaltbare Deadline und dann beide sprichwörtlich vor die Tür. Sie richteten sich daraufhin ein Tonstudio in einer Garage ein, wo von Sommer 1975 bis Frühling 1976 am Ton und Soundtrack zu Eraserhead gearbeitet wurde. Endgültig fertiggestellt wurde der Film nach vierjähriger Arbeit dann im Sommer 1976.
Motiviert durch seine neue Frau Mary Fisk, reichte Lynch seinen Film bei dem Los Angeles Film Festival Filmex ein. Dort wurde Eraserhead am 19. März 1977 in einer 108-minütigen Fassung uraufgeführt, die Lynch im Nachhinein auf 89 Minuten kürzte. Grund dafür war die Reaktion im Vorführsaal, die ihm deutlich gemacht hatte, dass das letzte Drittel des Films zu langwierig und langsam war. Ben Bahrenholz, unabhängiger Filmverleiher aus New York, der mit sogenannten Mitternachtsvorstellungen in Off-Kinos bekannt geworden ist, wurde auf Lynchs Film aufmerksam und nahm ihn alsbald in sein Programm auf. Noch im selben Jahr im Herbst wurde der Film im Cinema Village in New York City aufgeführt. Nach einem beschwerlichen Start wurde Eraserhead zu einem Mitternachts-Underground-Geheimtipp und lief bis 1982 in 17 US-amerikanischen Städten mit einer Anzahl von 32 Kopien. Die Rezensionen fielen überwiegend positiv aus und sahen in Eraserhead einen „künstlerisch ambitionierte[n] Film“ der in der Tradition des europäischen Autorenkinos stehe und dem Surrealismus und Expressionismus nahe komme. Der Film bedeutete Lynchs künstlerischen Durchbruch und gilt heute als Kultfilm.

### Durchbruch und Erfolg (1980–1991)
Nach Eraserhead arbeitete Lynch an einem Drehbuch mit dem Titel Ronnie Rocket, indem es um einen Zwerg, Elektrizität und Industrie gehen sollte. Doch die Filmstudios zeigten kein Interesse. Jack Fisk, der mittlerweile mit Sissy Spacek verheiratet war, veranlasste, dass er eine Nebenrolle in dem Film Heart Beat (1980) von John Byrum bekam. Im Schneideraum wurde Lynchs Rolle jedoch komplett aus dem endgültigen Film entfernt. Während der Dreharbeiten machte er die Bekanntschaft mit Patricia Norris, die später seine Kostümbildnerin wurde.
Zur selben Zeit suchte Stuart Cornfeld geeignete Projekte für Brooksfilms, Mel Brooks neugegründete Produktionsfirma. Cornfeld hatte Eraserhead gesehen und er war begeistert. Er nahm deshalb Kontakt zu Lynch auf. Als Cornfeld auf das Drehbuch The Elephant Man von Christopher De Vore und Eric Bergren stieß, schlug er Lynch vor, die Geschichte zu verfilmen. Dieser zeigte sich angetan und akzeptierte: „Dieser Stoff schien mir nicht nur als zweiter Film nach Eraserhead ideal zu sein, sondern auch als Gelegenheit, im Mainstream Fuß zu fassen, ohne sofort größere Kompromisse machen zu müssen“. Mel Brooks, dem der Name David Lynch kein Begriff war, schaute sich dessen Erstlingswerk an und war positiv überrascht. Er gab dem Projekt grünes Licht. Mitproduziert wurde der Film von NBC, EMI und Paramount Pictures. Von 1979 bis 1980 fanden die Dreharbeiten in den Lee-International-Studios in Wembley, London mit einem Budget von 5 Millionen US-Dollar statt. Gefilmt wurde in Schwarzweiß und CinemaScope.
Der Elefantenmensch (1980) basiert auf der realen Geschichte von Joseph Merrick, der von Geburt an unter schweren Deformationen seines Körpers litt, die seine Gestalt und sein Gesicht völlig entstellten. Der Film feierte am 3. Oktober 1980 in New York City seine Weltpremiere. Ab dem 10. Oktober 1980 war er in den Vereinigten Staaten für die Öffentlichkeit zugänglich. In Europa startete der Film erst im folgenden Jahr. In den USA konnte man mit 26 Millionen US-Dollar mehr als das Fünffache der Produktionskosten wieder einspielen, in Großbritannien waren es 3,75 Millionen Pfund. 1981 wurde Der Elefantenmensch für acht Oscars nominiert. Lynch galt folglich als eines der „vielversprechendsten neuen Talente des Hollywood-Establishments“.
In der Folge bot sich Francis Ford Coppola an, Lynchs Drehbuch Ronnie Rocket zu produzieren. Doch Coppolas Studio American Zoetrope machte Konkurs und das Projekt kam nicht zustande. Es folgten zwei andere Angebote: George Lucas wollte Lynch für Die Rückkehr der Jedi-Ritter gewinnen und Dino De Laurentiis kontaktierte ihn für eine Adaption des Science-Fiction Romans Dune von Frank Herbert. Alejandro Jodorowsky und Ridley Scott hatten sich bereits an der Literaturverfilmung versucht, waren aber an der Finanzierung gescheitert. Scott gab Dune deshalb für Blade Runner auf. Lynch hatte nach dem erneuten Nicht-Zustandekommen von Ronnie Rocket mit der Idee gespielt, den Thomas Harris Roman Roter Drache mit Richard Roth zu verfilmen. Nach De Laurentiis Vorschlag, bei einer Dune-Adaption Regie zu führen, entschied er sich jedoch dafür. Lynch verfasste zusammen mit Christopher De Vore und Eric Bergren das Dune-Drehbuch. Bei der dritten Fassung stiegen letztere auf Druck von De Laurentiis aus. Lynch schrieb alleine weiter, Drehbuchversion Nummer 7 wurde schließlich akzeptiert. Parallel dazu schlossen De Laurentiis und Lynch einen Vertrag über vier weitere Filme: Blue Velvet, Ronnie Rocket, Dune II und Dune III.
Die Dreharbeiten begannen am 30. März 1983 und endeten Anfang Januar 1984. Für Lynch wurde Der Wüstenplanet der erste Spielfilm in Farbe. Die Kosten für den Science-Fiction-Film beliefen sich auf 52 Millionen US-Dollar – der teuerste Lynch-Film. Lynchs Fassung dauerte über dreieinhalb Stunden, die Produzenten forderten ihn auf, den Film auf etwa zwei Stunden zusammen zu schneiden: „Ich hatte ‚Dune‘ nicht im Griff. Ich machte den Film für die Produzenten, nicht für mich selbst. Deshalb ist das Recht auf den Final Cut so wichtig. Nur eine Person kann der Filter für das Ganze sein.“ Die Rezeption der Literaturverfilmung bestand überwiegend aus Verrissen: „die Kritiker reagierten höhnisch bis bösartig […], Lynch habe Frank Herberts Wüsten-Epos in den Sand gesetzt“. Seinen Ruf als Ausnahmeregisseur hatte Lynch so gut wie verloren.
Nach dem Misserfolg von Dune stand die für Januar 1985 geplante Vorproduktion von Blue Velvet in der Schwebe. Raffaela De Laurentiis, die Tochter von Dino De Laurentiis, wünschte sich zur selben Zeit eine Adaption des Romans Tai Pan von James Clavell. Lynch zeigte sich interessiert, die Regie wurde dann aber Daryl Duke zugewiesen.
Dino De Laurentiis ermöglichte ihm schließlich doch die Realisierung von Blue Velvet, nicht zuletzt, weil er in dem Drehbuch, das Lynch bereits drei Jahre zuvor geschrieben hatte, die Gelegenheit witterte, an dem Publikumserfolg von ebenso existentiell tiefsinnigen Filmen wie The Outsider (1983) oder Rumble Fish  (1983) von Francis Ford Coppola anzuknüpfen.
Er schlug Lynch vor, dessen Gehalt und Budget zu kürzen. Im Gegenzug überließe er ihm die künstlerische Kontrolle. Lynch akzeptierte und bekam so die ihm wichtige künstlerische Freiheit, das Recht auf den Endschnitt und die Zusage, dass sich die Produzenten nicht mehr einmischen würden.
Die Dreharbeiten begannen schließlich am 10. Februar 1986 und dauerten bis zum 22. April 1986. Gedreht wurde in dem Studiokomplex von Dino de Laurentiis Produktionsfirma in Wilmington, North Carolina. Die Produktionskosten beliefen sich auf fünf Millionen US-Dollar. Lynch arbeitete hier zum ersten Mal mit dem Komponisten Angelo Badalamenti zusammen, der seitdem zu allen Lynch-Filmen die Musik geschrieben hat. Blue Velvet stieß nach seiner Veröffentlichung auf positive Resonanz, löste aber auch Kontroversen und Diskussionen über die Darstellung der Frau im Film aus. Die Zuschauermassen blieben trotz wohlwollender Kritiken aus, was Lynchs Werk aber nicht daran hinderte, zu einem Kultfilm zu avancieren.
Mit Blue Velvet hatte Lynch seinen Ruf als Regiekünstler wiederherstellen können. Dino De Laurentiis zeigte sich bereit, Ronnie Rocket zu produzieren. Es sollten sieben Millionen US-Dollar Budget zur Verfügung stehen und der Drehbeginn war für den Herbst 1987 angesetzt. Doch Ende des Jahres 1987 bedrohte ein Konkurs die De Laurentiis Entertainment Group und alle vertraglich an die Produktionsgesellschaft gebundenen Lynch-Projekte wurden stillgelegt. Dieser herbe Rückschlag trieb Lynch in andere Gewässer. Neben seinen Arbeiten am Film hatte er viel gemalt und gezeichnet. Bei den Dreharbeiten zu Blue Velvet hatte er Isabella Rossellini kennengelernt, mit der er bis 1990 zusammen blieb. Sie mochte seine Bilder und gab den Anstoß für einige Ausstellungen zu Lynchs Werken: Zwischen 1987 und 1989 wurden dessen Gemälde in den Roger La Pelle Galleries in Philadelphia, in der James Corcoran Gallery in Los Angeles und in der Leo Castelli Gallery in New York zur Schau gestellt. Außerdem gestaltete Lynch 1987 die Statuette für den Rossellini Award und gab ab 1983 jede Woche einmal den Comic-Strip The Angriest Dog in the World im Los Angeles Reader und anderen Zeitungen heraus. Darüber hinaus übernahm Lynch eine Nebenrolle in Zelly and Me (1988) von Tina Rathborne. Rossellini spielte die Hauptrolle und er verkörperte ihren Liebhaber im Film. Im selben Jahr wurde Lynch von einem Filmproduzenten aus Frankreich gefragt, ob er nicht Lust habe, zum 10-jährigen Jubiläum des Le Figaro Magazine einen Kurzfilm zu dem Thema „Frankreich aus der Sicht von …“ zu drehen. So entstand 1988 der 23 Minuten lange The Cowboy and the Frenchman.

Logo der von Lynch und Frost kreierten Fernsehserie Twin Peaks
(1990–1991, 2017)

David Lynch traf 1986 den Drehbuchautor Mark Frost auf Initiative von Tony Krantz, der beide Autoren über die Talentagentur Creative Artists Agency (CAA) vertrat. Sie verstanden sich gut miteinander und erste gemeinsame Projekte entstanden: Drehbücher wie The Goddess (1987) oder One Saliva Bubble (1987) fanden jedoch keinen Abnehmer. Krantz schlug beiden daraufhin vor, sich gemeinsam an einer Fernsehserie zu versuchen. Er sah darin die Chance, Frosts Erfahrung von Polizeirevier Hill Street mit Lynchs visionärem Querdenken zu verbinden. Nach anfänglicher Skepsis setzten sich beide zusammen und entwickelten ein Drehbuch mit dem Titel The Lemurians für den Pilotfilm einer Serie um ein paar Detektive, die gegen Außerirdische kämpfen müssen, die sich unter die Erdbevölkerung geschlichen haben. Der Sender NBC, Frosts Arbeitgeber, lehnte das Skript ab.
Daraufhin machten sich beide an die Arbeit, ein neues Drehbuch zu verfassen: Northwest Passage. Dem Projekt lag die Idee zugrunde, in einer Soap Opera einen Mord passieren zu lassen, auf den anschließend der gesamte Inhalt aufbaut. Handlungsort sollte eine Kleinstadt im Norden der USA sein. Um sich besser zurechtzufinden, entwarf Frost eine Karte der Stadt und ihrer Umgebung. Dabei lag die Stadt zwischen zwei Bergen und die Autoren benannten ihr Projekt in Twin Peaks um. Nach drei Monaten fruchtbarer Diskussion schrieben Lynch und Frost das Drehbuch für den Pilotfilm innerhalb von 10 Tagen. Der Fernsehsender ABC zeigte sich bereit, den Pilotfilm zu finanzieren, und ließ dabei den Schöpfern den nötigen Freiraum. Für dreieinhalb Millionen US-Dollar entstand der Pilotfilm, der im Mai 1989 auf einer Vorführung für internationale Programmeinkäufer großen Erfolg hatte: Twin Peaks wurde später in 55 Länder verkauft. ABC gab eine provisorische Reihe von sieben Folgen in Auftrag.
Im September 1989 wurde der Pilotfilm auf dem Filmfestival in Telluride in Colorado offiziell uraufgeführt. Die Kritiken fielen positiv bis lobend aus, trotzdem befürchtete der Sender, eine Serie für bloße Filmliebhaber produziert zu haben. Als am 8. April 1990 der Film schließlich im US-amerikanischen Fernsehen ausgestrahlt wurde, wurde klar, dass man einen Hit gelandet hatte: 35 Millionen Zuschauer verfolgten den Pilotfilm, was einem Anteil von 33 Prozent entsprach. Nach diesem anfänglichen Hoch wurden Mark Frost und David Lynch vom Sender ABC im Mai 1990 mit der Produktion einer weiteren Staffel bestehend aus einem zweiten Pilotfilm und zwölf Folgen beauftragt. Doch nach der Enthüllung des Mörders in Episode 16 sanken die Zuschauerzahlen drastisch und die Serie wurde nach Ende der zweiten Staffel 1991 eingestellt.
Nach dem vorläufigen Ende von Twin Peaks blieb Lynch jedoch beim Fernsehen und entwickelte zwei weitere Serien: On the Air – Voll auf Sendung (1992) zusammen mit Mark Frost und Hotel Room (1993) gemeinsam mit dem Schriftsteller Barry Gifford. Erstere war eine Slapstick-Komödie in Form von 7 Episoden. Das Drehbuch zur ersten Folge hatten Lynch und Frost schon Ende 1990 geschrieben. Beide verfassten mit Robert Engels abwechselnd die restlichen Skripte. Am 20. Juni 1992 konnte die erste Folge im US-amerikanischen Fernsehen auf ABC ausgestrahlt werden. Regie führte David Lynch selbst.
Schlechte Einschaltquoten und Kritiken zwangen ABC dazu, die Serie bereits nach der dritten Episode abzusetzen. Frost gab die Schuld hierfür der undurchdachten Sendezeit und dem „mangelnden Sinn des amerikanischen Publikums für bizarren Humor“. Hotel Room besteht aus drei Folgen: Tricks, Getting Rid of Robert und Blackout. Sie spielen jeweils in ein und demselben Hotelzimmer, aber zu jeweils verschiedenen Zeiten. Lynch produzierte die Mini-Serie mit seiner eigens gegründeten Produktionsfirma Asymmetrical Pictures und führte bei Folge 1 und 3 Regie. Die Drehbücher dazu stammten jeweils von Barry Gifford. Der Kabelsender HBO strahlte die drei Geschichten am 8. Januar 1993 aus.
Parallel zu Twin Peaks hatte Lynch bereits 1989 mit Barry Gifford zusammengearbeitet: Er hatte dessen Roman Wild at Heart mit Nicolas Cage und Laura Dern in den Hauptrollen verfilmt. Das Roadmovie Wild at Heart – Die Geschichte von Sailor und Lula wurde im Mai 1990 auf den internationalen Filmfestspielen unter der Leitung von Bernardo Bertolucci mit der Goldenen Palme ausgezeichnet. Die Kritiker waren zutiefst gespalten. 1989 wirkten Cage und Dern auch bei der musikalischen Live-Performance Industrial Symphony No. 1: Dream of the Broken Heart von David Lynch und Angelo Badalamenti mit. Aufgeführt wurde sie am 10. November an der Brooklyn Academy of Music anlässlich des New Music America-Festivals.

### Rückschlag und Krise (1992–1995)
In der amerikanischen Fachpresse konnte man Ende Mai 1991 kurz vor der Ausstrahlung der letzten Folge von Twin Peaks lesen, dass der Koproduzent Aaron Spelling zusammen mit David Lynch einen Kinofilm plane. Die Idee kam ihnen, als ABC angekündigt hatte, die Serie nach Folge 30 abzusetzen.
Lynch hatte zwischenzeitlich mit der Filmproduktionsgesellschaft Ciby2000 des Franzosen Francis Bouygues einen Vertrag über drei Filme mit einem Gesamtbudget von 58 Millionen US-Dollar unterschrieben. Die erste gemeinsame Arbeit sollte Ronnie Rocket werden. Das Projekt musste aber stetig verschoben werden, so dass der Twin Peaks-Kinofilm den Vorzug bekam.
Lynch und sein Koautor Robert Engels, der schon einige Folgen von Twin Peaks geschrieben hatte, entschieden sich dafür, ein Prequel zur Serie zu verfassen. Der Kinofilm sollte sich mit den letzten Tagen im Leben der siebzehnjährigen Laura Palmer befassen.
Zwischenzeitlich herrschte ein Streit zwischen Ciby2000 und Aaron Spelling um die Vertriebsrechte des zukünftigen Films, was dessen Realisierung blockierte. Außerdem hatte sich Lynch während der zweiten Staffel von Twin Peaks mit Koproduzent und -autor Mark Frost überworfen, der nun lieber seinen eigenen Film Storyville drehte.

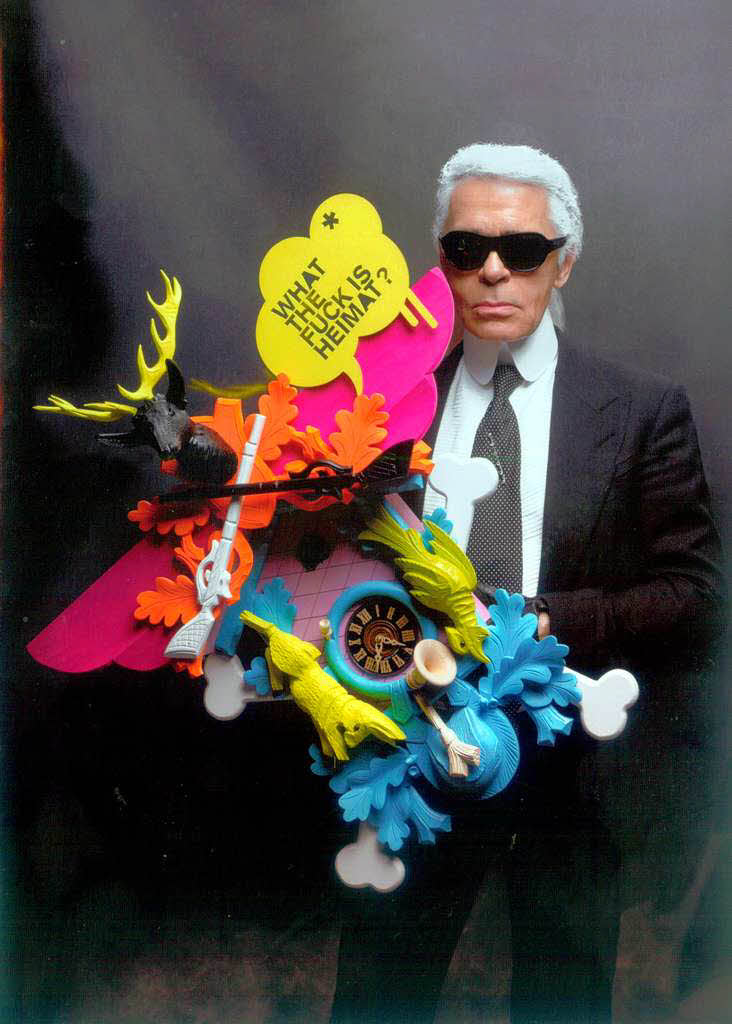
Lynch drehte ab 1990 Werbespots, unter anderem auch für den Designer Karl Lagerfeld.

Als dann endlich der Konflikt zwischen Ciby2000 und Spelling beigelegt wurde, stand einem Drehbeginn nichts mehr im Weg. Die Dreharbeiten mit einem Budget von rund 10 Millionen US-Dollar begannen am 5. September 1991 in der Nähe von Seattle im Bundesstaat Washington. Am 1. November 1991 fiel schließlich die letzte Klappe. Nach der Uraufführung auf den Filmfestspielen von Cannes 1992 am 16. Mai wurde Twin Peaks – Fire Walk With Me vom Publikum ausgebuht und stieß bei den anwesenden Kritikern auf eine Mauer der Ablehnung: Für die Kenner der Fernsehserie hob sich der Film zu sehr von deren Inhalt und Form ab, für die Unvorbelasteten war er eine einzige Überforderung. Auch finanziell wurde der Film zu einem Misserfolg. Lynch zu der Pressekonferenz in Cannes: „Ich musste erkennen, dass ich Twin Peaks mit diesem Film endgültig den Todesstoß versetzt hatte. Es herrschte eine ausgesprochen feindselige Atmosphäre. Wenn man einen Raum betritt, in dem eine wütende Menge wartet, spürt man das, ohne dass jemand den Mund aufzumachen braucht.“
Die negative, teilweise feindselige Rezeption und der finanzielle Flop von Twin Peaks – Fire Walk With Me führten dazu, dass Lynch nun als „Risikofaktor“ in der Filmbranche galt: Großprojekte traute man ihm nicht mehr zu. Lynch trieb es daraufhin in eine Schaffenskrise, vor allem was filmische Projekte anbelangte. Neben seiner Arbeit als Maler drehte er aus finanziellen Gründen notgedrungen zahlreiche Werbespots. 1992 drehte er einen für Giò von Armani, 1993 vier Spots für Georgia Coffee, zwei für Alka-Seltzer Plus und jeweils einen für Barilla Nudeln, Adidas und Jil Sander. 1994 entstand ein weiterer Werbespot für Karl Lagerfeld. 1990 waren bereits Werbefilme für die Parfüme Obsession von Calvin Klein und Opium von Yves Saint Laurent produziert worden. Des Weiteren drehte Lynch 1993 einen Film für die American Cancer Society zur Vorbeugung gegen Brustkrebs.
1993 produzierte Lynch zusammen mit Angelo Badalamenti das Album The Voice of Love von Julee Cruise. Bereits vier Jahre zuvor war das Album Floating Into the Night von Julee Cruise mit Texten von Lynch veröffentlicht worden. Letzterer fungierte gemeinsam mit seiner Frau Mary Sweeney des Weiteren als Produzent bei dem Vampirfilm Nadja (1994) von Michael Almereyda.
1995 wirkte Lynch bei dem internationalen Filmprojekt Lumière et compagnie mit. Anlässlich des 100-jährigen Jubiläums der Erfindung des Cinématographen durch die Brüder Lumière drehten 41 Regisseure Kurzfilme, die sie mit der originalen Kamera aus dem 19. Jahrhundert umsetzten. Die Idee für diese Hommage stammte von Philippe Poulet, einem Forscher im Kinomuseum von Lyon.
Die Filme durften nicht länger als 52 Sekunden sein. Zudem mussten sie ohne Schnitte, ohne künstliches Licht und ohne nachsynchronisierten Ton realisiert werden. Lynchs Beitrag trägt den Titel Premonitions Following An Evil Dead. Zwischen 1994 und 1995 suchte Lynch ohne Erfolg nach Geldgebern für sein Projekt Dream of the Bovine, einer Komödie, die er zusammen mit Robert Engels geschrieben hatte.

### Rückkehr ins Kino (1996–2001)
Lynchs weiter oben angesprochener Filmvertrag mit der französischen Produktionsfirma Ciby2000 galt weiterhin. Nach dem Tod des Vorsitzenden Francis Bouygues wurde es für ihn jedoch schwieriger, Projekte finanziert zu bekommen. Dream of the Bovine hatte auch bei Ciby2000 keine Chance. Bei seiner Lektüre des Romans Night People von Barry Gifford erweckte die vom Autor verwendete Wortkombination „lost highway“ Lynchs Interesse: „Ich erwähnte Barry gegenüber, daß ‚Lost Highway‘ ein toller Titel wäre und wir was schreiben sollten. Das war etwa ein Jahr, bevor wir tatsächlich mit dem Drehbuch begannen. Dieser Ausdruck war der zündende Funke.“
Im März 1995 war das Drehbuch fertig, Ciby2000 akzeptierte es, so dass die Dreharbeiten im Herbst 1995 beginnen konnten. Das Produktionsbudget betrug dabei 15 Millionen US-Dollar. Premiere feierte der Film im Januar 1997 in Paris und stieß dabei auf überwiegend positive Kritikerstimmen. Olga Neuwirth und Literaturnobelpreisträgerin Elfriede Jelinek bereiteten später Lost Highway als Oper auf. Die Uraufführung fand am 31. Oktober 2003 in Graz statt.
Zwei Jahre später erzählte Lynch in Eine wahre Geschichte – The Straight Story (1999), linear und filmisch eher einfach dargestellt, die Geschichte eines alten Mannes, der mit seinem Aufsitz-Rasenmäher die USA durchquert, um seinen kranken Bruder wiederzufinden. Das Drehbuch stammte erstmals nicht von ihm, sondern von seiner damaligen Lebensgefährtin Mary Sweeney. Produziert wurden die Dreharbeiten von der The Picture Factory. Lynch hatte diese Produktionsfirma 1997 zusammen mit Sweeney und Neal Edelstein gegründet. Der Film lief auf den Internationalen Filmfestspielen von Cannes 1999 und wurde von der Kritik überwiegend positiv aufgenommen. Diese zeigte sich über den Kurswechsel des Regisseurs irritiert, denn es war der erste Film, der keine Gewaltszenen oder Szenen enthielt, die das Publikum vor unlösbare Rätsel stellten. Das ist auch der Grund, weshalb einige Besprechungen das Werk als Lynchs erste „erwachsene“ Arbeit bezeichneten.
Anfang 1999 begann Lynch mit den Arbeiten an einer neuen Fernsehserie mit dem Titel Mulholland Drive für ABC. Das Projekt wurde zunächst ad acta gelegt, aber mit Hilfe von Freunden und des französischen Senders Canal+ um acht neue Szenen erweitert und zu einem Kinofilm ausgebaut: Mulholland Drive – Straße der Finsternis. Für die Leistung, aus der „Ruine der TV-Serie einen Kinofilm gebaut zu haben“ (Zitat der Jury), wurde er 2001 bei den Filmfestspielen von Cannes mit dem Regiepreis ausgezeichnet.
1998 war zudem das Album Lux Vivens (Living Light) erschienen, an dem er zusammen mit der Sängerin Jocelyn Montgomery gearbeitet hatte und welches auf Liedern der Heiligen Hildegard von Bingen basiert. Zusammen mit John Neff brachte er 2001 außerdem das Album Blue Bob heraus. Dabei handelt es sich um experimentellen Rock. Aufgenommen wurde es von April 1998 bis März 2000 in dem Asymmetrical Studio in Kalifornien.

### Internetarbeit, Experimentalfilm und Musik (2002–2013)
Ende 2001 hatte Lynch seine eigene Website davidlynch.com ins Leben gerufen. Fortan veröffentlichte er mehrere Arbeiten über das Internet. So entstanden 2002 die animierte Online-Kurzserie DumbLand und acht Kurzfilme im Stil einer surrealistischen Sitcom mit dem Titel Rabbits. Teile dieser Serie finden sich in dem Film Inland Empire (2006) wieder. Im selben Jahr wurde Lynch zum Präsidenten der 55. Internationalen Filmfestspiele von Cannes berufen.
2005 gründete Lynch die David Lynch Foundation for Consciousness Based Education and World Peace, die sich für die Nutzung der Transzendentalen Meditation einsetzt. Lynch praktizierte diese von Maharishi Mahesh Yogi begründete Meditationstechnik ab 1973 und nahm im Sommer 2002 an einem einmonatigen Erleuchtungskurs  bei Maharishi im niederländischen Vlodrop teil. 2007 ging Lynch auf Welttournee und warb, zum Teil zusammen mit dem schottischen Folksänger Donovan, für den Bau von „Unbesiegbarkeits-Universitäten“. Diese von Maharishi angeregten Einrichtungen sollen neben herkömmlichen Studiengängen das Studium des Bewusstseins mit Hilfe Transzendentaler Meditation als Basis-Disziplin anbieten. Am 25. März 2009 ging David Lynch Foundation Television mit einer Beta-Version online, ein Internet-gestützter Fernsehkanal, der „Bewusstsein, Kreativität und Glück“ feiern will. Neben Video-Beiträgen der David Lynch Foundation will der Sender Dokumentationen und Exklusivbeiträge von Lynch online stellen. Offizieller Start war der 4. April 2009.
Lynchs letzter Kinofilm Inland Empire hatte Anfang September 2006 in Venedig Premiere. Bei diesen Filmfestspielen wurde Lynch zudem der Goldene Löwe für sein Lebenswerk verliehen. Inland Empire wurde komplett mit einer digitalen Handkamera gedreht und zum Teil improvisierend ohne Drehbuch gefilmt. Einige Szenen waren in Polen entstanden. Bei dieser Gelegenheit machte Lynch eine Fotoserie alter Industriegebiete.
Die Fondation Cartier pour l'Art Contemporain zeigte von März bis Mai 2007 in Paris die bis dato größte Ausstellung von Lynchs Werken. Insgesamt waren 800 Arbeiten zu sehen, überwiegend Gemälde, Zeichnungen, Fotografien, Grafiken, Collagen, Installationen und Kurzfilme. Lynch realisierte im Jahr der Ausstellung eine Fotoserie französischer Schauspielerinnen für die Zeitschrift Elle und wurde von dem damaligen Präsident Nicolas Sarkozy zum Offizier der Ehrenlegion ernannt.

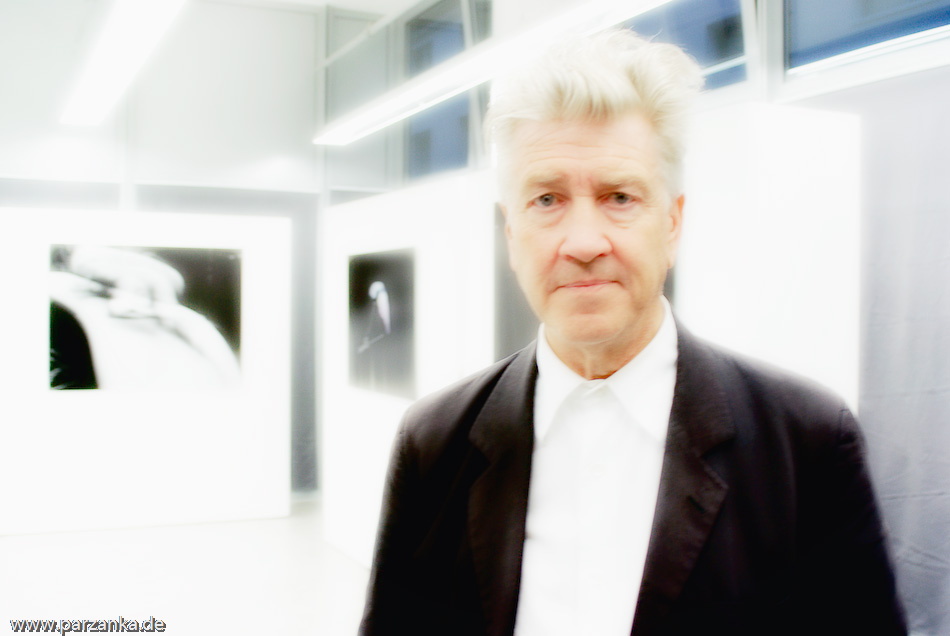
David Lynch bei der Vernissage zur Foto-Ausstellung in Düsseldorf, 2008

Vom 27. September bis zum 23. November 2008 fand im Epson Kunstbetrieb unter dem Titel New Photographs in Düsseldorf und damit zum ersten Mal in Deutschland eine Ausstellung von Fotografien von David Lynch statt. Eine weitere Werksausstellung konnte vom November 2009 bis zum März 2010 in dem Max-Ernst-Museum Brühl besucht werden. Sie umfasste 150 Exponate und lief unter dem Titel Dark Splendor. Schließlich zeigte das Goslarer Mönchehaus-Museum für moderne Kunst von Oktober 2010 bis Januar 2011 90 verschiedene Gemälde, Lithografien und Fotografien. Parallel dazu wurde Lynch der Kaiserring der Stadt Goslar verliehen.
Im April 2009 veröffentlichte der US-amerikanische Musiker Moby seine Single Shot in the Back of the Head; das dazugehörige Musikvideo stammte von David Lynch. Im Juni desselben Jahres erschien das Album Dark Night of the Soul von DJ Danger Mouse und Sparklehorse. Das Album enthält ein Booklet mit visuellen Inhalten von David Lynch. Außerdem hat Lynch zu zwei der auf dem Album enthaltenen Lieder den Text geschrieben und diese gesungen. Im selben Jahr war auf Lynchs Website die Dokumentarserie Interview Project zu sehen, die er zusammen mit seinem Sohn Austin produziert hatte. Letzterer war durch die USA gereist und hatte dabei alle möglichen Menschen interviewt. Es existieren insgesamt 121 Interviews, von denen Lynch alle drei Tage eines veröffentlichte. Dieses Konzept wurde dann nochmals im Interview Project Germany aufgegriffen. 2009 produzierte er außerdem Werner Herzogs Film Ein fürsorglicher Sohn und 2010 entstand ein 16-minütiger Online-Werbefilm für Dior: Lady Blue Shanghai mit Marion Cotillard.
Darüber hinaus gestaltete Lynch 2011 den privaten Nachtclub Silencio im zweiten Pariser Arrondissement. Er war auch dessen Inhaber. Von Oktober 2011 bis März 2012 stellte Lynch die Ideen des Mathematikers Misha Gromov im Rahmen der Ausstellung Mathématiques, un dépaysement soudain in der Fondation Cartier künstlerisch dar. Nachdem Lynch sich bereits für eigene Film-Soundtracks und das Album Dark Night of the Soul musikalisch betätigt hatte, erschien im Januar 2011 seine erste Solo-Single mit dem Titel Good Day Today/I Know. Das dazugehörige Album trägt den Titel Crazy Clown Time und wurde in Deutschland am 4. November 2011 veröffentlicht. Das Album entstand in Zusammenarbeit mit dem Tontechniker Dean Hurley. Es enthält auch einen Gastauftritt von Karen O von den Yeah Yeah Yeahs. Im Februar 2013 stellte Lynch den von ihm gedrehten Dokumentarfilm Idem Paris über den Prozess der Lithografie ins Internet. Am 15. Juli 2013 erschien schließlich Lynchs zweites Solo-Album The Big Dream bei dem Musiklabel Sunday Best.

### Rückkehr nachTwin Peaksund letzte Projekte (2014–2025)
Am 6. Oktober 2014 kündigten der Sender Showtime, Mark Frost und David Lynch per YouTube-Video an, dass es Anfang 2016 eine Fortsetzung der Serie geben werde. Die dritte Staffel sollte zunächst aus neun Episoden bestehen. Dabei sollten in der dritten Staffel mehrere am Ende der zweiten Staffel ungelöste Enden wieder aufgenommen werden. Im April 2015 gab Lynch zunächst bekannt, dass er am Reboot der Serie nicht mitwirken werde. Nur einen Monat später gab Lynch allerdings eine Einigung mit Showtime bekannt, nachdem die Episodenzahl auf 18 Folgen verdoppelt wurde. Showtime begann die Ausstrahlung der Staffel schließlich am 22. Mai 2017 mit einer Doppelfolge.
2022 verkörperte Lynch den Regisseur John Ford in einer Nebenrolle in Steven Spielbergs teilweise autobiografischem Filmdrama Die Fabelmans; hierzu kommentierte Matthias Heine in Die Welt, eine „Regielegende“ spiele „eine Regielegende im Film einer Regielegende“.

## Werk

### Überblick
Lynchs Werk ist ungewöhnlich breit und umfasst ebenso gut wie den Film die Malerei, die Musik, die Fotografie, die Lithografie sowie die Gestaltung von Räumen, Möbeln oder auch Champagnerflaschen. Dabei vermag es Lynch in jedem künstlerischen Bereich seine persönliche Vision umzusetzen, eine rätselhafte, suggestive Atmosphäre: „Als Regisseur hält er damit die Interpreten bis heute in Atem. Als Musiker übersetzt er seine Bilderwelten geschickt ins akustische Medium. Als Designer schließlich lädt er […] dazu ein, zu Akteuren in einer lynchschen Originalkulisse zu werden.“ Der Kunsthistoriker Thomas W. Gaehtgens sieht ebenfalls eine Kontinuität und Gemeinsamkeit in Lynchs filmischen, malerischen und musikalischen Werk: „Alle diese Tätigkeiten sind Lynch gleich wichtig und in gewisser Weise kongruent. Sie alle beruhen auf dem von ihm verfolgten Thema, den menschlichen Verhaltensweisen als Spiegelung seelischer Vorgänge nachzuspüren.“
Im Folgenden wird Lynchs Werk in Bezug auf dessen Form und Inhalt betrachtet, der Schwerpunkt liegt dabei auf seiner filmischen Arbeit. Der Filmwissenschaftler Georg Seeßlen definiert Lynchs eigen erschaffene Filmwelt als „Lynchville“, in der Popkultur wird Lynchs Filmsprache auch als „lynchean“ oder „lynchesk“ umschrieben.

### Einflüsse
David Lynchs Werk ist vor allem durch Maler beeinflusst worden. Er selbst nennt Edward Hopper, Francis Bacon und Henri Rousseau als die wichtigsten Vorbilder. Hopper hat ihn durch sein Thema der Einsamkeit geprägt, Bacon durch seine Bilder, die Deformationen des Fleisches zeigen, und Henri Rousseau durch sein Motiv des Geheimnisses. Des Weiteren nennt Lynch Ed Kienholz, Lucian Freud und David Hockney als verehrte und inspirierende Künstler.
Aus der Filmgeschichte haben ihn vor allem Jacques Tati und Federico Fellini beeinflusst. Lynch erwähnt darüber hinaus Ingmar Bergman, Werner Herzog, Stanley Kubrick, Alfred Hitchcock und Billy Wilder als Vorbilder. Zu seinen Lieblingsfilmen zählen Der Zauberer von Oz (1939), Sunset Boulevard (1950) und Lolita (1962).
Des Weiteren hat die Lektüre von Franz Kafka Lynch tief geprägt. Lange Zeit wollte er auch dessen Novelle Die Verwandlung (1915) verfilmen. „Der eine Künstler, bei dem ich wirklich das Gefühl habe, er könnte mein Bruder sein […] ist Franz Kafka. Auf den stehe ich wirklich sehr. Einige Sachen zählen zum absolut Aufregendsten, was ich überhaupt gelesen habe“, so Lynch.

### Lynchs Filmkunst
Die surrealistischen Filme werden durch thematische und motivische Stilmittel zu einem großen Ganzen zusammengebunden, wobei er sich sehr stark am Film noir orientiert.
Thematisch greift Lynch auf die Gegebenheiten seiner Kindheit in den fünfziger Jahren und die großen Erfahrungen in der Mitte der US-amerikanischen Gesellschaft zurück. Wiederkehrende Themen sind der Mittelstand, die Geborgenheit der Kleinstadt, die Musik, die Familie, Liebe und Romantik – und deren dunkle Kehrseite: unterdrückte Gewalt und Libido, das Unbewusste, das Irrationale, das Verschwiegene. Das Werk formt aus Banalem den Horror, es lässt Gewalt in Komik umschlagen, macht aus Mystischem Alltägliches, es ergänzt Pathos mit überlangen Ausführungen, mischt Improvisiertes mit Zufälligem. Das Paradoxe und die absolute Metapher sind in Lynchs Werk charakteristisch.
Kritiker Andreas Kilb sprach 1997 in der Zeit auch von dem „ewige[n] Drama des ‚nicht zu Ende geborenen Mannes‘ (Georg Seeßlen)“ und von einem Glauben an die Beseeltheit von Objekten im Gegensatz zur „Maskenhaftigkeit“ menschlicher Gesichter. Dabei sei er als (amerikanischer) Autorenfilmer doch immer vergleichsweise marktgängig geblieben. In seinem späteren Werk gewinnen zum einen die Frauen, zum anderen die Bezugnahme auf Hollywood an Gewicht.
Auf der Motivebene tauchen greifbar auf (mustergültig in Lost Highway): das Feuer, Hütte, Heim oder Flure, die Straße als Weg des Schicksals, die Farbe Rot oder das Schwarz, die verborgene Kammer, seltsame Mittler aus einer anderen Welt, entstellte Gestalten und organischer Verfall, der Sternenhimmel, Doppelgänger, Elektrizität und vieles mehr.
Daher besteht eine von verschiedenen möglichen Vorgehensweisen in der Interpretation darin, Motive eines einzelnen Films im Zusammenspiel mit den anderen Filmen zu untersuchen, als Teil einer übergeordneten Struktur. Nach logischen Erklärungen und rationalen Auflösungen einer Narration zu suchen, hat sich für viele Rezipienten als weniger fruchtbar erwiesen. Mittlerweile ist man in der Lynch-Rezeption so weit, dass man die Filme vorwiegend auf ihre intensive Atmosphäre hin untersucht und akzeptiert, dass sich Lynch wenig bis gar nicht für rationale, übergeordnete Strukturen oder übliche Formen des filmischen Erzählens interessiert. Zumindest formuliert Lynch es selber so. Wenn man sich mit weniger bekannten und seltener genutzten Dramaturgien resp. Erzählstrukturen beschäftigt, wird klar, dass es sich bei Lynchs Filmen um Filme der „offenen Form“ handelt und er sowohl das Modell der „seltsamen Schleife“ – auch als Möbiusband bekannt – verwendet und sich der Mittel der Postmoderne und vor allem der Dekonstruktion bedient. Lynch selbst verweist immer darauf, dass er auf die Intuition und das Traumhafte zurückgreife, er vergleicht den Prozess des Filmemachens mit dem des Malens, womit er den Blick von der Konstruktion auf den Eindruck der Intuition lenkt.
Der Soundtrack ist ein bewusst gewählter Rückgriff auf die Popkultur, in der sich der Sound der Nachkriegsjahre mit den Songs der Gegenwart abwechselt.

„Nur wenige zeitgenössische Regisseure arbeiten in diesem Maße mit den Grundelementen des Kinos. Sein Gespür für das Ineinandergreifen von Ton und Bild, für den Rhythmus von Sprache und Bewegung, für Raum, Farbe und musikalische Effekte machen ihn zu einer Ausnahmeerscheinung. Er arbeitet im Epizentrum des Mediums. Doch seine Originalität und Kreativität kommen vor allem aus seiner ungewöhnlichen Bereitschaft und Fähigkeit, in die tieferen Schichten der eigenen Psyche vorzudringen.“

## Rezeption

### Öffentliche Resonanz und Kritik
Die Rezeption der Lynchschen Kunst beschränkt sich meistens auf die Filme, die seinen Ruf als Kultfigur durch internationale Aufführungen und Besprechungen gefestigt haben. Oft wird dabei der „Universalkünstler“ David Lynch vergessen, der auch Gemälde, Zeichnungen, Musik und Möbel produziert. Erst seit der Jahrtausendwende werden auch Lynchs andere Arbeiten verstärkt rezipiert, was unter anderem an den vielen Ausstellungen liegt.
Allgemein gibt es zwei Haltungen gegenüber Lynchs Werk: Entweder wird es als „merkwürdig, abwegig, unverständlich [und] provozierend“ abgelehnt oder als innovativ und künstlerisch gefeiert. Vor allem seine Filme werden wegen der exzessiven Darstellung von Gewalt und Sex kritisiert. Lynch dazu: „Das Leben ist nun mal sehr kontrastreich und voller Gewalt und man muss in der Lage sein dürfen, die Geschichten zu erzählen, die da sind. Wichtig ist, wie Gewalt verankert wird. Wenn sie im Kontext der Geschichte steht und nicht als Selbstzweck benutzt wird, dann finde ich es in Ordnung, aber man sollte sich seiner Verantwortung stets bewusst sein.“ Auch Seeßlen ist der Meinung, dass Lynch es schaffe, zu zeigen, wieso die Darstellung von Gewalt wichtig und notwendig sei. Für ihn sei sie „der Übergang vom Äußeren zum Inneren, das Eindringen in den Körper der Welt, die fundamentale Lebenserfahrung“.

### Einnahmen
Abgesehen von Dune (deutsch: Der Wüstenplanet) hat keine Produktion eines David Lynch-Films mehr als 15 Millionen US-Dollar gekostet. Als finanzielle Erfolge an der Kinokasse können lediglich Eraserhead und Der Elefantenmensch gesehen werden.
Folgende Tabelle illustriert die Einspielergebnisse und – soweit dies möglich ist – auch die Besucherzahlen der verschiedenen Filme von David Lynch in der Bundesrepublik Deutschland. DVD- und Blu-ray-Disc-Verkäufe sowie Streaming-Erlöse werden dabei nicht berücksichtigt.
| Film                         | Land               | Box Office                    | Budget          |
| ---------------------------- | ------------------ | ----------------------------- | --------------- |
| Eraserhead (1977)            | weltweit           | 7 Mio. USD                    | 20.000 USD      |
| Eraserhead (1977)            | Vereinigte Staaten | 7 Mio. USD                    | 20.000 USD      |
| Der Elefantenmensch (1980)   | weltweit           | k. A.                         | 5 Mio. USD      |
| Der Elefantenmensch (1980)   | Vereinigte Staaten | 26 Mio. USD                   | 5 Mio. USD      |
| Der Wüstenplanet (1984)      | weltweit           | k. A.                         | 52 Mio. USD     |
| Der Wüstenplanet (1984)      | Vereinigte Staaten | 30,9 Mio. USD                 | 52 Mio. USD     |
| Blue Velvet (1986)           | weltweit           | k. A.                         | 6 Mio. USD      |
| Blue Velvet (1986)           | Vereinigte Staaten | 8,5 Mio. USD                  | 6 Mio. USD      |
| Blue Velvet (1986)           | Deutschland        | 646.966 Besucher              | 6 Mio. USD      |
| Wild at Heart (1990)         | weltweit           | k. A.                         | 9,5–10 Mio. USD |
| Wild at Heart (1990)         | Vereinigte Staaten | 14,6 Mio. USD                 | 9,5–10 Mio. USD |
| Wild at Heart (1990)         | Deutschland        | 586.364 Besucher              | 9,5–10 Mio. USD |
| Twin Peaks – Der Film (1992) | weltweit           | k. A.                         | 10 Mio. USD     |
| Twin Peaks – Der Film (1992) | Vereinigte Staaten | 4,1 Mio. USD                  | 10 Mio. USD     |
| Twin Peaks – Der Film (1992) | Deutschland        | 147.492 Besucher              | 10 Mio. USD     |
| Lost Highway (1997)          | weltweit           | k. A.                         | 15 Mio. USD     |
| Lost Highway (1997)          | Vereinigte Staaten | 3,6 Mio. USD                  | 15 Mio. USD     |
| The Straight Story (1999)    | weltweit           | k. A.                         | 10 Mio. USD     |
| The Straight Story (1999)    | Vereinigte Staaten | 6,2 Mio. USD                  | 10 Mio. USD     |
| Mulholland Drive (2001)      | weltweit           | 20,1 Mio. USD                 | 15 Mio. USD     |
| Mulholland Drive (2001)      | Vereinigte Staaten | 7,2 Mio. USD                  | 15 Mio. USD     |
| Mulholland Drive (2001)      | Deutschland        | 325.601 Besucher (1,5 Mio. $) | 15 Mio. USD     |
| Inland Empire (2006)         | weltweit           | 4 Mio. USD                    | k. A.           |
| Inland Empire (2006)         | Vereinigte Staaten | 861.355 USD                   | k. A.           |
| Inland Empire (2006)         | Deutschland        | 421.068 USD                   | k. A.           |

### Auszeichnungen (Auswahl)
David Lynch wurde insgesamt mit 42 Filmpreisen ausgezeichnet und für 38 weitere nominiert, unter anderem für vier Oscars. 1989 bekam er die Goldene Palme der internationalen Filmfestspiele von Cannes, bei denen er 2001 auch mit dem Regie-Preis ausgezeichnet wurde. Darüber hinaus wurde ihm auf den Filmfestspielen von Venedig 2006 ein Goldener Löwe für sein Lebenswerk verliehen. 2002 wurde er durch Kulturminister Jean-Jacques Aillagon zum Ritter und 2007 durch Nicolas Sarkozy zum Offizier der französischen Ehrenlegion ernannt. Den Kaiserring der Stadt Goslar bekam er 2010 überreicht. Auf der Cologne Conference wurde er im selben Jahr mit dem Filmpreis Köln ausgezeichnet. In der Liste der 40 besten zeitgenössischen Regisseure der britischen Zeitung The Guardian rangiert David Lynch auf Platz eins.
Die folgende Liste gibt einen Überblick der wichtigsten Auszeichnungen und Nominierungen.
| Oscar - 2019: Ehrenoscar für sein Lebenswerk - Nominiert: - 1981: Beste Regie für Der Elefantenmensch - 1981: Bestes Adaptiertes Drehbuch für Der Elefantenmensch zusammen mit Christopher De Vore und Eric Bergren - 1987: Beste Regie für Blue Velvet - 2002: Beste Regie für Mulholland Drive Los Angeles Film Critics Association Awards - 1986: Bester Regisseur für Blue Velvet - 2001: Bester Regisseur für Mulholland Drive National Society of Film Critics Awards - 1987: Bester Regisseur für Blue Velvet New York Film Critics Circle Awards - 1986: Bester Regisseur für Blue Velvet (3. Platz) - 1999: Bester Regisseur für Eine wahre Geschichte – The Straight Story (2. Platz) - 2001: Bester Regisseur für Mulholland Drive (2. Platz) Boston Society of Film Critics Award - 1987: Beste Regie für Blue Velvet - 2001: Beste Regie für Mulholland Drive Internationale Filmfestspiele von Cannes - 1990: Goldene Palme für Wild at Heart - 2001: Beste Regie für Mulholland Drive - Nominiert: - 1992: Goldene Palme für Twin Peaks – Fire Walk with Me - 1999: Goldene Palme für Eine wahre Geschichte – The Straight Story Golden Globe - Nominiert: - 1981: Beste Regie für Der Elefantenmensch - 1987: Bestes Drehbuch für Blue Velvet - 2002: Beste Regie für Mulholland Drive - 2002: Bestes Drehbuch für Mulholland Drive César/Ehrenpreis - 1982: Bester ausländischer Film Der Elefantenmensch - 2002: Bester ausländischer Film Mulholland Drive | Academy of Science Fiction, Fantasy & Horror Films - 1993: Life Career Award - Nominiert: - 2002: Beste Regie für Mulholland Drive - 1993: Bestes Drehbuch für Twin Peaks – Fire Walk with Me zusammen mit Robert Engels BAFTA Award - Nominiert: - 1981: Bester Regisseur für Der Elefantenmensch - 1981: Bestes Drehbuch für Der Elefantenmensch zusammen mit Christopher De Vore und Eric Bergren Writers Guild of America - Nominiert: - 1981: Bestes Drehbuch für Der Elefantenmensch zusammen mit Christopher De Vore und Eric Bergren - 1987: Bestes Drehbuch für Blue Velvet Filmfestspiele Venedig - 2006: Future Film Festival Digital Award für Inland Empire Toronto Film Critics Association Awards - 2001: Bester Regisseur für Mulholland Drive Sitges – Catalonian International Film Festival - 1986: Caixa de Catalunya für Blue Velvet - Nominiert: - 2001: Bester Film für Mulholland Drive Europäischer Filmpreis - 1999: Screen International Award für Eine wahre Geschichte – The Straight Story Chicago Film Critics Association Awards - 2002: Bester Regisseur für Mulholland Drive - Nominiert: - 2002: Bester Original Soundtrack für Mulholland Drive zusammen mit Angelo Badalamenti und John Neff - 2000: Bester Regisseur für Eine wahre Geschichte – The Straight Story |

## Engagement für Transzendentale Meditation
Lynch trat öffentlich für die Transzendentale Meditation ein. Mit seiner Stiftung David Lynch Foundation for Consciousness Based Education and World Peace wollte er unter Schülern und Studenten die Techniken der „Transzendentalen Meditation“ und des „Yogischen Fliegens“ verbreiten. Er war dafür auch in Deutschland unterwegs, wo er 200 Berliner Jugendliche eingeladen hat, auf diese Weise Berlin „unbesiegbar“ zu machen. Laut Lynch sei es wissenschaftlich erwiesen, dass „durch eine solche Kohärenz erzeugende Gruppe von 200 Yogischen Fliegern die negativen Tendenzen in einer Stadt abnehmen und die positiven Tendenzen ansteigen“. Für sein Engagement in der Organisation des indischen Gurus Maharishi Mahesh Yogi wird Lynch häufig kritisiert.
2007 war Lynch in Berlin, um den Kauf des Plateaus auf dem Berliner Teufelsberg und die dortige Errichtung der TM-Universität „Unbesiegbares Deutschland“ auf einer Veranstaltung in der Berliner Urania zusammen mit Roja Emanuel Schiffgens und Gottfried Vollmer zu verkünden. Die Veranstaltung geriet zu einem Desaster. Im Berliner Tagesspiegel hieß es dazu: „Ab Februar 2008 wird Hollywood-Regisseur David Lynch Besitzer des Teufelsbergs sein. Dort will er die ‚Universität des unbesiegbaren Deutschland‘ errichten. Vor der Grundsteinlegung kam es in der Urania zum Eklat.“
Die Szenen aus der Urania sind auch in David Sievekings Dokumentation David wants to fly (2010) zu sehen, in der Lynch eine zentrale Rolle einnimmt. Sieveking ist langjähriger Fan seiner Filme. Nach einem Interview mit dem Regisseur über das von Lynch favorisierte Thema der Transzendentalen Meditation bekam Sieveking einen zunehmend zwielichtigen Eindruck von der Organisation und wich mehr und mehr von einer anfangs positiven Haltung gegenüber dem Künstler ab. Diese Abkehr wurde dadurch verstärkt, dass Lynch während eines weiteren Interviews jede kritische Frage verbot. Kritisiert werden bei dem Erlernen von TM vor allem die großen finanziellen Hürden. Der TM-Grundkurs kostet in Deutschland 1.190 Euro (Ermäßigung möglich).

## Filmografie

### Spielfilme

#### Als Regisseur
| Jahr | Titel                                                              | Funktion                                           |
| ---- | ------------------------------------------------------------------ | -------------------------------------------------- |
| 1977 | Eraserhead                                                         | Regisseur, Drehbuchautor und Produzent             |
| 1980 | Der Elefantenmensch (The Elephant Man)                             | Regisseur und Drehbuchautor                        |
| 1984 | Der Wüstenplanet (Dune)                                            | Regisseur, Drehbuchautor und Darsteller            |
| 1986 | Blue Velvet                                                        | Regisseur und Drehbuchautor                        |
| 1990 | Wild at Heart – Die Geschichte von Sailor und Lula (Wild at Heart) | Regisseur und Drehbuchautor                        |
| 1992 | Twin Peaks – Der Film (Twin Peaks – Fire Walk with Me)             | Regisseur, Drehbuchautor, Produzent und Darsteller |
| 1997 | Lost Highway                                                       | Regisseur und Drehbuchautor                        |
| 1999 | Eine wahre Geschichte – The Straight Story (The Straight Story)    | Regisseur                                          |
| 2001 | Mulholland Drive – Straße der Finsternis (Mulholland Drive)        | Regisseur und Drehbuchautor                        |
| 2006 | Inland Empire                                                      | Regisseur, Drehbuchautor und Produzent             |

#### Als Darsteller
| Jahr | Titel                                                  |
| ---- | ------------------------------------------------------ |
| 1988 | Zelly & Me                                             |
| 1992 | Twin Peaks – Der Film (Twin Peaks – Fire Walk with Me) |
| 2017 | Lucky                                                  |
| 2022 | Die Fabelmans (The Fabelmans)                          |

#### Als Produzent
| Jahr | Titel                                                      | Funktion                              |
| ---- | ---------------------------------------------------------- | ------------------------------------- |
| 1991 | Das Kabinett des Dr. Ramirez (The Cabinet of Dr. Ramirez)  | Ausführender Produzent                |
| 1994 | Nadja                                                      | Ausführender Produzent und Darsteller |
| 2008 | Unter Kontrolle (Surveillance)                             | Ausführender Produzent                |
| 2009 | Ein fürsorglicher Sohn (My Son, My Son, What Have Ye Done) | Ausführender Produzent                |

### Kurzfilme (Auswahl)
| Jahr | Titel                                | Funktion                                           |
| ---- | ------------------------------------ | -------------------------------------------------- |
| 1966 | Six Figures Getting Sick             | Regisseur, Drehbuchautor und Produzent             |
| 1970 | The Grandmother                      | Regisseur, Drehbuchautor und Produzent             |
| 1974 | The Amputee                          | Regisseur, Drehbuchautor und Produzent             |
| 1988 | The Cowboy and the Frenchman         | Regisseur und Drehbuchautor                        |
| 2002 | Rabbits                              | Regisseur, Drehbuchautor und Produzent             |
| 2002 | DumbLand                             | Regisseur, Drehbuchautor und Produzent             |
| 2002 | Darkened Room                        | Regisseur, Drehbuchautor und Produzent             |
| 2007 | Absurda                              | Regisseur und Drehbuchautor                        |
| 2007 | Boat                                 | Regisseur, Drehbuchautor, Produzent und Darsteller |
| 2007 | Bug Crawls                           | Regisseur                                          |
| 2007 | More Things That Happened            | Regisseur und Drehbuchautor                        |
| 2010 | Dream #7                             | Regisseur                                          |
| 2010 | Lady Blue Shanghai                   | Regisseur und Drehbuchautor                        |
| 2011 | The 3 Rs (Trailer zur Viennale 2011) | Regisseur und Drehbuchautor                        |
| 2015 | Pozar (Fire)                         | Regisseur, Drehbuchautor und Produzent             |
| 2017 | What Did Jack Do?                    | Regisseur, Drehbuchautor und Darsteller            |
| 2018 | Ant Head                             | Regisseur, Produzent und Drehbuchautor             |
| 2020 | The Story of a Small Bug             | Regisseur, Drehbuchautor, Produzent und Darsteller |
| 2020 | The Spider and the Bee               | Regisseur, Drehbuchautor, Produzent                |
| 2024 | We'll Deliver 'em                    | Regisseur, Drehbuchautor, Erzähler                 |

### Dokumentarfilme
| Jahr | Titel                                        | Funktion                                           |
| ---- | -------------------------------------------- | -------------------------------------------------- |
| 1992 | Hugh Hefner: Once Upon a Time                | Produzent                                          |
| 1994 | Crumb                                        | nur im Vorspann mit „David Lynch presents“ genannt |
| 1995 | Lumière und Compagnie (Lumière et compagnie) | Regisseur                                          |
| 2012 | Meditation, Creativity, Peace                | Regisseur, Produzent und Drehbuch                  |

### Fernsehserien
| Jahr            | Titel                                      | Funktion                                           |
| --------------- | ------------------------------------------ | -------------------------------------------------- |
| 1990–1991, 2017 | Twin Peaks                                 | Regisseur, Drehbuchautor, Produzent und Darsteller |
| 1990            | American Chronicles                        | Regisseur, Drehbuchautor und Produzent             |
| 1992            | On the Air – Voll auf Sendung (On the Air) | Regisseur, Drehbuchautor und Produzent             |
| 1993            | Hotel Room                                 | Regisseur, Drehbuchautor und Produzent             |
| 2010–2013       | The Cleveland Show (Zeichentrickserie)     | Stimme von Gus, 21 Folgen                          |
| 2012            | Louie                                      | Darsteller                                         |
| 2020, 2022      | Robot Chicken (Animationsserie)            | Stimme vom Verrückten Wissenschaftler, 2 Folgen    |

### Musikvideos
| Jahr | Titel                        | Künstler                     |
| ---- | ---------------------------- | ---------------------------- |
| 1982 | I Predict                    | Sparks                       |
| 1990 | Wicked Game                  | Chris Isaak                  |
| 1992 | Longing                      | X Japan                      |
| 2009 | Shot in the Back of the Head | Moby                         |
| 2011 | I Touch A Red Button         | Interpol                     |
| 2012 | Crazy Clown Time             | David Lynch                  |
| 2013 | Came Back Haunted            | Nine Inch Nails              |
| 2021 | I am the Shaman              | Donovan                      |
| 2024 | Sublime Eternal Love         | Chrysta Bell and David Lynch |
| 2024 | The Answers to the Questions | Chrysta Bell and David Lynch |

## Diskografie
Alben
- 1998: Lux Vivens (gemeinsam mit Jocelyn Montgomery)
- 2001: BlueBob (gemeinsam mit John Neff)
- 2007: The Air is on Fire: Soundscape
- 2008: Polish Night Music (gemeinsam mit Mark Zebrowski)
- 2011: This Train (gemeinsam mit Chrysta Bell)
- 2011: Crazy Clown Time
- 2013: The Big Dream[100]
- 2024: Cellophane Memories (gemeinsam mit Chrysta Bell)

## Einzelausstellungen
- 1967: Vanderlip Gallery, Philadelphia
- 1983: Puerto Vallarta, Mexiko
- 1987: James Corcoran Gallery, Los Angeles
- 1989: Leo Castelli Gallery, New York
- 1990: Tavelli Gallery, Aspen
- 1991: Museum of Contemporary Art, Tokio
- 1992: Sala Parpallo, Valencia
- 1993: James Corcoran Gallery, Los Angeles
- 1995: Painting Pavillion, Open Air Museum, Hakone
- 1996: Park Tower Hall, Tokio
- 1997: Galerie Piltzer, Paris
- 2007: Fondation Cartier, Paris
- 2008: Epson Kunstbetrieb, Düsseldorf
- 2009: Max-Ernst-Museum, Brühl
- 2010: Mönchehaus Museum Goslar
- 2012: Galerie Chelsea, Sylt
- 2012: Galerie Karl Pfefferle, München
- 2013: Galerie Barbara von Stechow, Frankfurt
- 2014: Maison Européenne de la Photographie, Paris
- 2014: The Photographers´ Gallery, London
- 2014/15: Pennsylvania Academy of the Fine Arts, Philadelphia
- 2018: Galerie Karl Pfefferle, München
- 2019: David Lynch at HOME, Manchester International Festival (MIF) und HOME, Manchester (GB)
- 2019: Squeaky Flies in the Mud, Sperone Westwater, New York
- 2022: Big Bongo Night, Pace Gallery, New York

## Filme über David Lynch
| Jahr | Titel                                                  | Beschreibung |
| ---- | ------------------------------------------------------ | --- |
| 1988 | No Frank in Lumberton                                  | von Peter Braatz und Frank Behnke / über die Dreharbeiten zu Blue Velvet                                                                     |
| 1989 | Cinéma, de notre temps: David Lynch – Don't look at me | von Guy Girard / über David Lynch und seine Filme                                                                                            |
| 1990 | For one week only: David Lynch                         | von Andy Harries / Gespräch mit David Lynch über sein Werk mit vielen Filmausschnitten                                                       |
| 2006 | Lynch (One)                                            | von „blackandwhite“ / über Lynchs Arbeit an INLAND EMPIRE                                                                                    |
| 2007 | Transzendental in Berlin                               | von Unbekannt / 3sat-Interview mit Lynch über Transzendentale Meditation                                                                     |
| 2010 | David wants to fly                                     | von David Sieveking / über Lynchs Engagement für Maharishi Mahesh Yogis Transzendentale Meditation                                           |
| 2016 | David Lynch: The Art Life                              | von Rick Barnes, Jon Nguyen und Olivia Neergaard-Holm / über Lynchs prägenden frühen Jahre in Montana und Philadelphia – eine Private Memoir |
| 2022 | Lynch/Oz                                               | von Alexandre O. Philippe / über den Einfluss und die Schnittstellen von Victor Flemings Der Zauberer von Oz                                 |

### Bücher
Primärliteratur
- David Lynch: Images. Schirmer/Mosel, München 1994, ISBN 3-88814-746-8.
- David Lynch: Catching the Big Fish: Meditation, Consciousness, and Creativity. Jeremy P. Tarcher/Penguin, New York 2006, ISBN 1-58542-540-0.
- David Lynch: The Air is on Fire. Fondation Cartier pour l’art contemporain/Thames & Hudson, Paris/London 2007, ISBN 978-2-7427-6496-9.
- David Lynch: Works on Paper – Limited Edition. Fondation Cartier pour l’art contemporain/Steidl, Paris/Göttingen 2011, ISBN 978-2-86925-087-1.
- David Lynch: Catching the Big Fish. Meditation – Kreativität – Film. Alexander Verlag Berlin, Berlin 2016, ISBN 978-3-89581-380-1.
- David Lynch: Nudes. Fondation Cartier pour l’art contemporain, Paris 2017, ISBN 978-2-86925-134-2.
- David Lynch, Kristine McKenna: Traumwelten. Ein Leben. Wilhelm Heyne, München 2018, ISBN 978-3-453-27084-8. (Mit Quellen, Anmerkungen und Register)
- David Lynch, Kristine McKenna: Room to Dream. Random House, New York 2018, ISBN 978-0-399-58919-5. (Amerikanische Originalausgabe)

Sekundärliteratur
- Michel Chion: David Lynch. 2. Auflage. British Film Institute, London 2005, ISBN 1-84457-030-4.
- Helen Donlon (Hrsg.): David Lynch. Talking. Schwarzkopf & Schwarzkopf, Berlin 2008, ISBN 978-3-89602-801-3.
- Jonathan Ederer u. Adrian Gmelch: David Lynch begreifen. Kunst – Kino – Kreativität. Büchner-Verlag, Marburg 2024, ISBN 978-3-96317-377-6.[149]
- Robert Fischer: David Lynch – Die dunkle Seite der Seele. Wilhelm Heyne Verlag, München 1997, ISBN 3-453-05240-4.
- Ralfdieter Füller: Fiktion und Antifiktion. Die Filme David Lynchs und der Kulturprozess im Amerika der 1980er und 90er Jahre. WVT, Trier 2001, ISBN 3-88476-455-1.
- Achim Geisenhanslüke / Rasmus Overthun: Kino der Blinden: Figurationen des Nichtwissens bei David Lynch. Transcript, 2012, ISBN 978-3-8376-2086-3.
- Petra Giloy-Hirtz: David Lynch – The Factory Photographs. Prestel, 2014, ISBN 978-3-7913-5333-3.
- Anne Jerslev: David Lynch: Mentale Landschaften. 2. Auflage. Passagen, Wien 2006, ISBN 3-85165-752-7.
- Thierry Jousse: Maîtres du cinéma: David Lynch. Cahiers du cinéma, Paris 2012, ISBN 978-2-86642-912-6.
- Susanne Kaul u. Jean-Pierre Palmier: David Lynch. Einführung in seine Filme und Filmästhetik. Fink, München 2011, ISBN 978-3-7705-5098-2.
- Eckhard Pabst (Hrsg.): „A Strange World“. Das Universum des David Lynch. Ludwig, Kiel 1998, ISBN 3-9805480-6-6.
- Chris Rodley (Hrsg.): Lynch über Lynch. Verlag der Autoren, Frankfurt am Main 2006, ISBN 3-88661-291-0.
- Oliver Schmidt (Hrsg.): Leben in gestörten Welten. Ibidem-Verlag, Stuttgart 2008, ISBN 978-3-89821-806-1.
- Georg Seeßlen: David Lynch und seine Filme. Schüren Verlag, Marburg 2007, ISBN 978-3-89472-437-5.
- Werner Spies (Hrsg.): David Lynch – Dark Splendor. Hatje Cantz, Ostfildern 2009, ISBN 978-3-7757-2524-8.
- Werner Spies: Werner Spies Presents Dark Splendor. David Lynch der Maler. Berlin University Press, Berlin 2013.
- Antony Todd: Authorship and the Films of David Lynch: Aesthetic Receptions in Contemporary Hollywood. I.B. Tauris & Co. Ltd, New York 2012, ISBN 978-1-84885-580-9.
- Paul A. Woods: Weirdsville USA – The Obsessive Universe of David Lynch. Plexus, London 1997, ISBN 0-85965-255-6.
- J.C. Gabel, Jessica Hundley: Beyond the Beyond: Music From the Films of David Lynch. Hat & Beard Press/David Lynch Foundation, Los Angeles 2016, ISBN 978-0-9967447-0-6.
- Brett Littman: David Lynch: Naming. Kayne Griffin Corcoran, Los Angeles 2014, ISBN 978-0-9897894-0-0.
- Brigade Commerz, Robert Eikmeyer, Thomas Knoefel: David Lynch: The Marriage of Picture and Sound. Moderne Kunst Nürnberg, Los Angeles 2012, ISBN 978-3-86984-055-0.
- Dominik Orth: Lost in Lynchworld. ibidem–Verlag, Stuttgart 2005, ISBN 3-89821-478-8.

### Zeitschriften- und Zeitungsartikel
- Lars-Olav Beier u. Andreas Borcholte: Hollywood verliert an Macht. In: Der Spiegel, Heft 16/2007, S. 192.
- Stephan Eicke: Silencio! Reise in den Abgrund. Die Musik in den Filmen von David Lynch. In: cinema musica, Ausgabe 3/2012, S. 12–19.
- Graham Fuller: A town like malice: Maverick director David Lynch has made a bizarre soap opera for American television. In: The Independent vom 24. November 1989
- Daniel Grinsted: Roboter und Mundhygiene. In: Frankfurter Allgemeine Zeitung vom 17. Dezember 2011, Nr. 294
- Thomas Gross, Tobias Timm: Zu cool, um wahr zu sein. In: Die Zeit vom 13. Oktober 2011 Nr. 42, S. 49.
- Daniele Heyman: Le cinéma de Bouygues Le roi du béton explique pourquoi il se lance dans la production de films. In: Le Monde vom 4. Februar 1992
- Hans Hoff: Nichts für zarte Gemüter. In: Welt am Sonntag. vom 29. November 2009, S. 48.
- Sascha Lehnartz: Algebra, schönes Anderswo. Die Form der Null: Wie die Pariser Fondation Cartier den Zauber der Mathematik in Kunst übersetzt. In: Die Welt. vom 27. Oktober 2011, S. 24.
- Ulrich Loessel: Tod beim Zigarettenkaufen. In: Focus. vom 29. November 1999 Nr. 48, S. 182–185.
- Martina Meister: Es war der Wind. In der Pariser Fondation Cartier zeigt sich David Lynch als Bildender Künstler und lässt den ein oder anderen intimen Einblick zu. In: Frankfurter Rundschau. vom 19. April 2007, S. 18.
- Harald Peters: Ich hasse meine Stimme, also singe ich. In: Welt am Sonntag vom 20. November 2011, S. 58.
- S. Ilona Rieke: Twin Peaks und Fire Walk With Me. Willkommen in den Abgründend des Alltäglichen. In: cinema musica. Ausgabe 3/2012, S. 26–27.
- Larry Rother: David Lynch pushes America to the Edge. In: The New York Times. vom 12. August 1990 (Section 2, S. 1)
- Martin Schwickert: Ideen fangen wie einen Fisch. Der Regisseur über Traum, Meditation und seinen Anfang als Maler. In: Abendzeitung. vom 24. April 2007, S. 15.
- Nikolas Späth: Das Gute ist mächtiger als das Böse. In: Welt am Sonntag. vom 28. März 2004.